# Marginea
Marginea é uma comuna romena localizada no distrito de Suceava, na região de Bucovina. A comuna possui uma área de 75.91 km² e sua população era de 9941 habitantes segundo o censo de 2007.